# 素可泰王国
素可泰王國（皇家轉寫：Anachak Sukhothai，泰語發音：[āːnāːt͡ɕàk sù.kʰǒː.tʰāj]），是泰國历史上的首個有史料可以查證的王國，存在於1238年至1438年。首都素可泰，位於泰國中央平原，曼谷以北427公里，意為「快樂的開始」，今天這裡有國家歷史遺址。

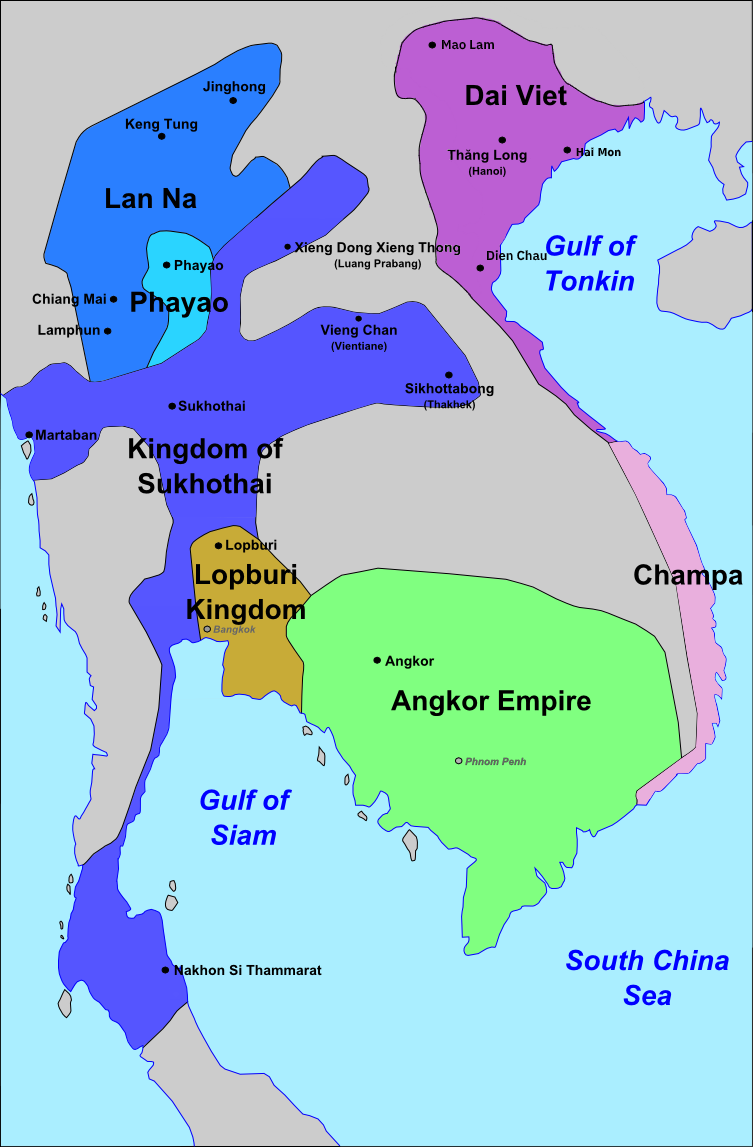
13世纪，深藍色為素可泰王國(Sukhothai Kingdom)大致区域

## 歷史
素可泰城原為吉蔑人（高棉人）管轄範圍，在非信史年代，傳說素可泰的開國君主是神話英雄帕巒王（King Phra Ruang），他是那伽女神與一位國王的孩子，具備大智慧及法力，深受百姓愛戴，1208年登基，開啟素可泰政權時代，但受歷史學家公認的說法是，1238年兩名泰人將領坤邦克覽滔及坤波孟成功獨立，建立素可泰王國，坤邦克覽滔被擁立為室利膺陀羅鐵(King Sri Intratit），成為首任泰王。
雖然同期多個泰國王國相繼成立，但素可泰仍被視為泰國首個王國，是對泰國文化有著重要影響，見證了泰人向昭拍耶河流域的擴散及佛教成為重要國教的發展。今日不少泰國繪畫、雕刻、建築仍存有昔日素可泰的影子。
素可泰王國中，第三任泰王蘭甘亨（Ramkhamhaeng）有著崇高威望，1278年登基後，被視為素可泰的黃金時代，期間有古跡載有泰文，因此泰人深信泰文是由他所創，其勢力範圍由今日的緬甸、老撾申展至馬來半島，但對周邊地區的管治能力時有虛空。
一般相信蘭甘亨以高棉與孟族（Mon）的文字為本，創立泰文字母，成為第一位留下碑文記述的君王，他當時亦與蘭納王國的曼格萊王（King Mengrai）及帕堯王國（Phayao）的南蒙王（King Ngam Muang）締結互不侵犯條約，維持近百年和平，亦曾派使節到當時的元帝国，引進錫蘭的文化與藝術，其中錫蘭的上座部佛教對今天泰國影響深遠。
早年素可泰王國，人民稱君王為大父，稱官員為小父，展現家國融合，人民有權自由就業、住處與擁有私人財產，若有冤屈可到宮前響鈴申訴，由君主親自主持審判。
1365年至1378年，素可泰成為阿瑜陀耶王國（大城王國）的藩屬國；直至1438年，素可泰最後一名君王逝世後，王國所管轄的領土被收歸為阿瑜陀耶王國的行政省。　

## 歷任素可泰王
- 室利膺陀羅鐵（1238年－1270年）
- 班孟（1270年－1279年）
- 蘭甘亨（1279年－1298年 或許 1317年）
  - Pu Saisongkhram：王位原由樂泰繼承，但他當時到了元帝國，才由Saisongkhram暫代。
- 樂泰（1298年－1323年）
- 威南童（1323年－1347年）
- 曇摩羅闍一世 或 立泰（1347年－1368年/1374年）
- 曇摩羅闍二世 或 盧泰（1368年/1374年－1399年）
- 曇摩羅闍三世 或 賽盧泰（1399年－1419年）
- 曇摩羅闍四世（1419年－1438年）

## 重要古城
素可泰之遺蹟頗多，但不少宮殿與廟宇在阿瑜陀耶王國戰役時已被毀，加上日久失修，幾成殘墟。1979年，泰國得到聯合國教育、科學與文化機構之協助，合力修葺，素可泰之偉大史蹟才得以保留下來。遺蹟多集中在舊城區，離新城12公里。

### 素可泰古城
素可泰古城作為王國首都，有逾百佛寺佛塔及逾千尊佛像，今天經過泰國政府及聯合國文教組織修葺，修復了21座寺廟及建築，城外五公園範內另有超過70座佛教或婆羅門教的寺廟。古都東西長1400公尺，南北長1810公尺，闢有四道城門，由內、中、外三重城牆、一道護城河環繞鞏衛。

### 西撒查納來古城
西撒查納來是王國的重要衛星城市，自蘭甘亨時代後，繼位前的王子都會被派到此處熟習政事，但王國末期，全城受毀，當泰可泰王國变成阿瑜陀耶王國附庸國時，該城一度改名為恰連（Chaliang），直到拉達那哥欣王國時期，才由拉瑪一世修復，著名的沙旺卡洛（Sawankhalok）的窯址也得以留存。

## 延伸阅读
[在维基数据编辑]
 《元史/卷210》，出自宋濂《元史》